# Pinturas rupestres del Tadrart Rojo
Las pinturas rupestres del Tadrart Rojo son pinturas y grabados rupestres que cubren un largo periodo cronológico desde el comienzo del Neolítico hasta época contemporánea. En el Tadrart Rojo, sobre todo en el uadi In Djaren, en las paredes rocosas y los abrigos bajo roca están esparcidas pinturas y grabados rupestres que documentan los cambios climáticos que han marcado la evolución de la región de una sabana de hace unos 10 000 años a un desierto de hace 5 000 años.

Estas pinturas rupestres  han evolucionado con el tiempo, pasando de la gran fauna salvaje como los elefantes, los rinocerontes, las jirafas, los antílopes, los bovinos salvajes a los animales criados como los ovicápridos, los caballos y finalmente los camellos.

Detalles de las pinturas
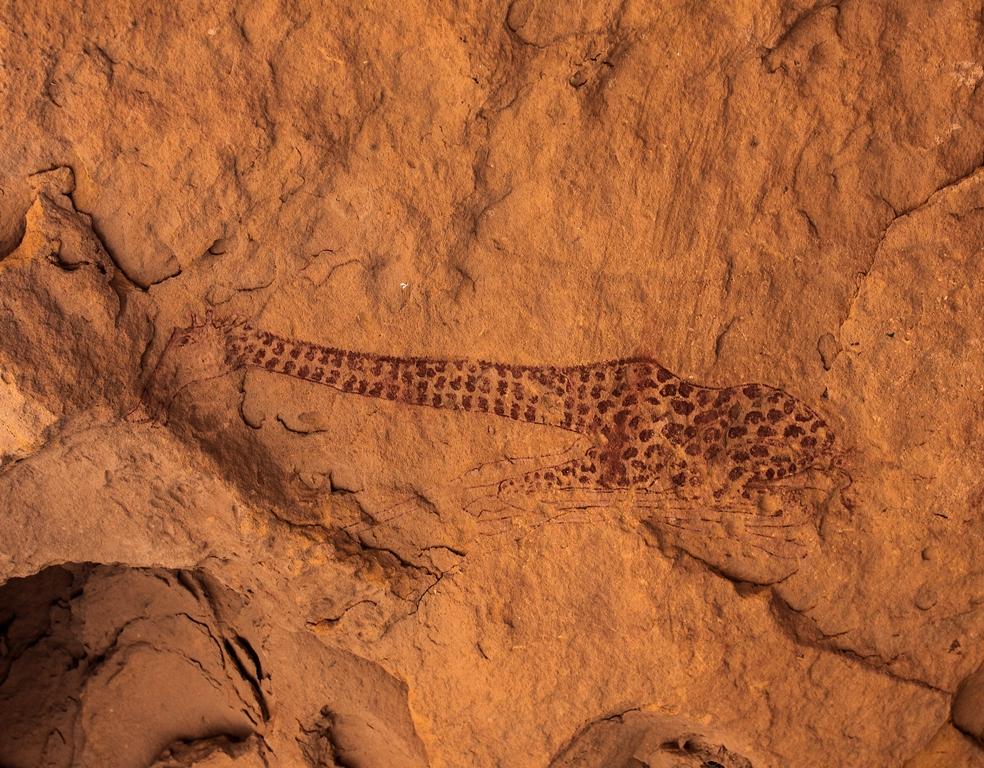
Jirafas en cluquillas rellenada con ocelos rojos
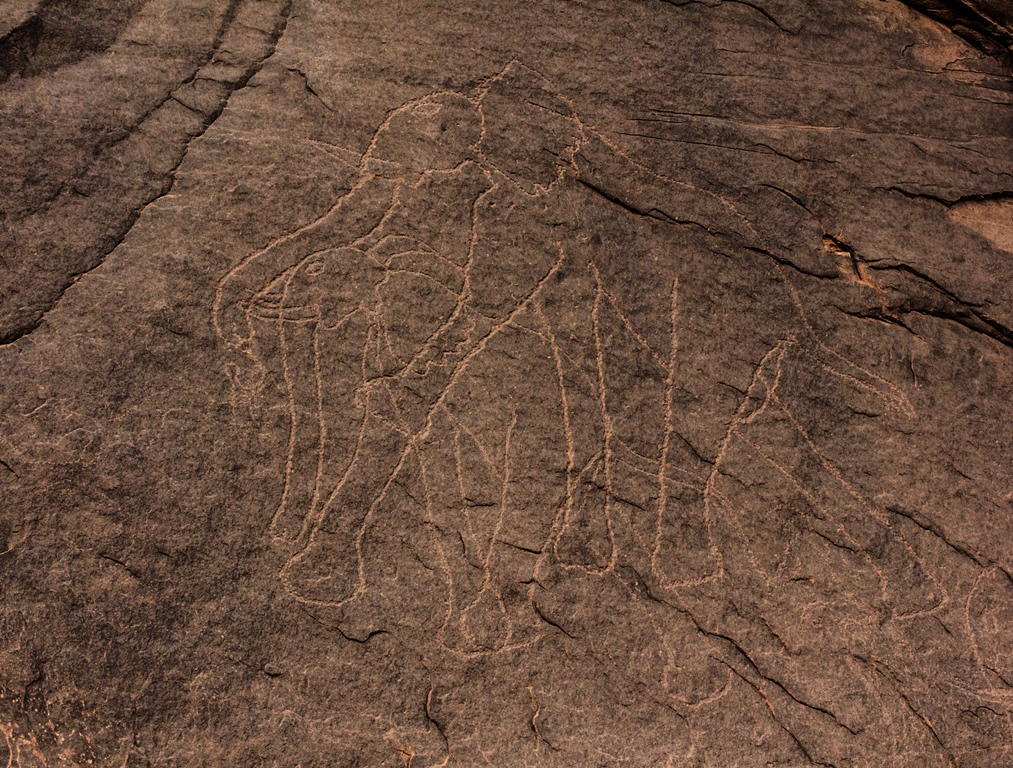
Rebaño de elefantes
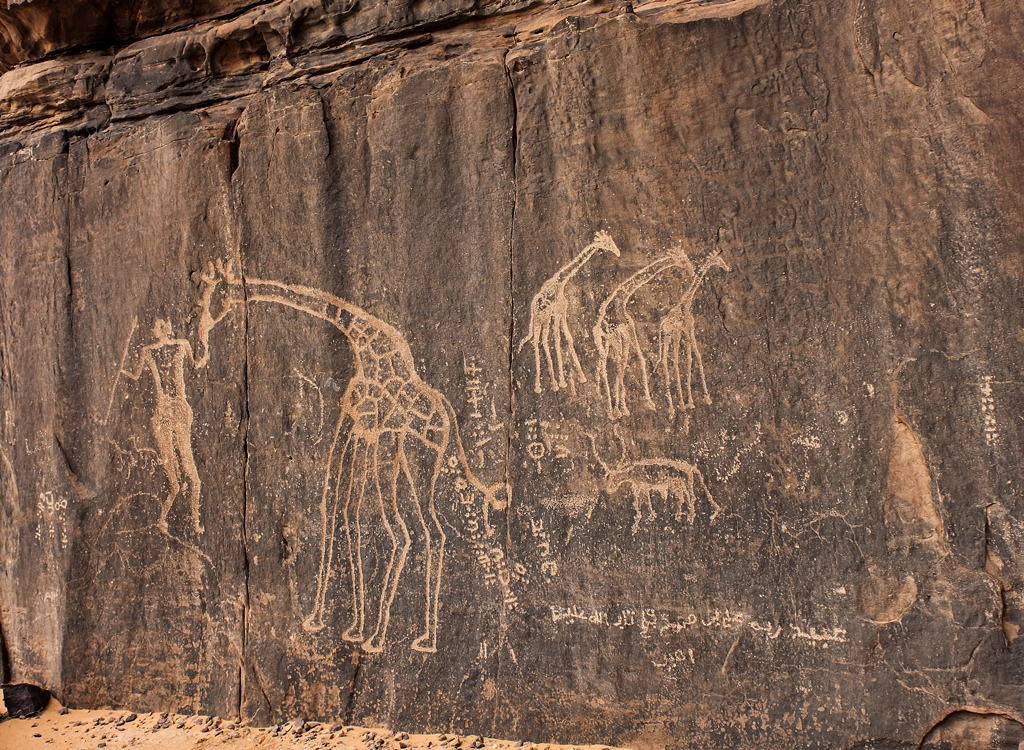
Cazador de jirafas;  inscripciones en árabe y en tifinag
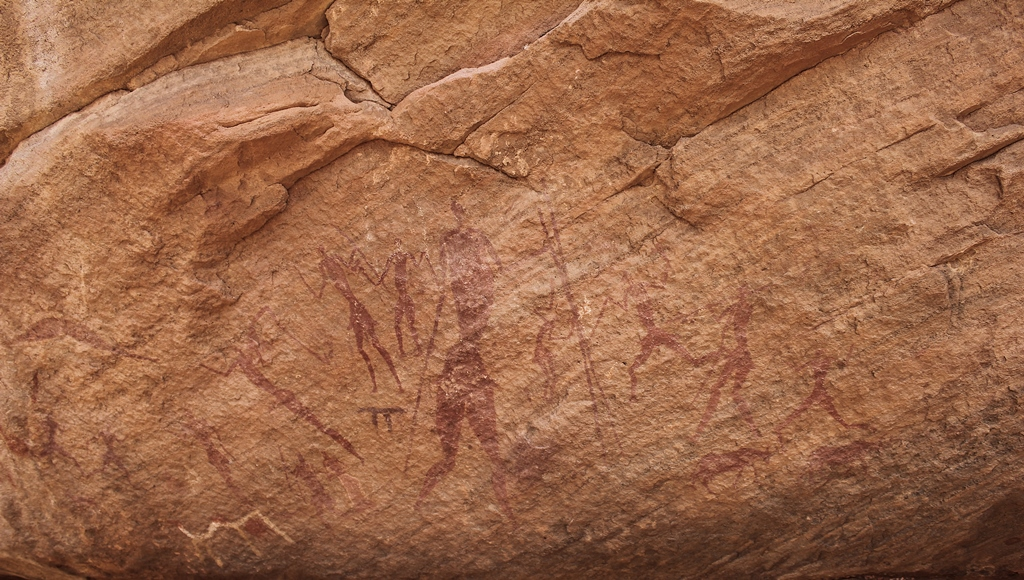
Hombres con bastones
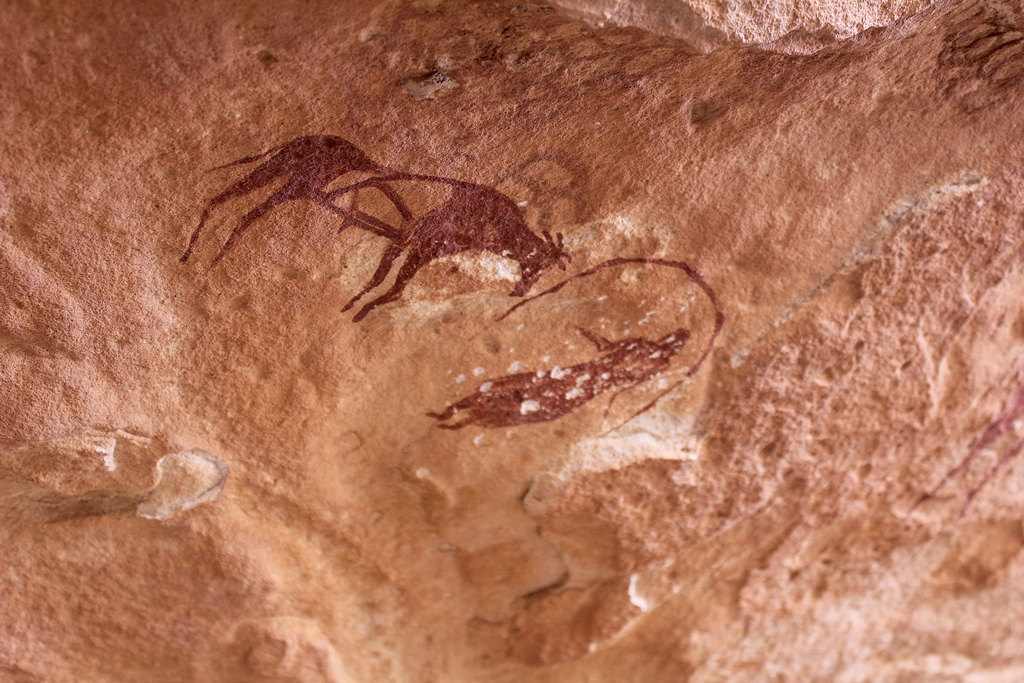
Bovinos con mujer

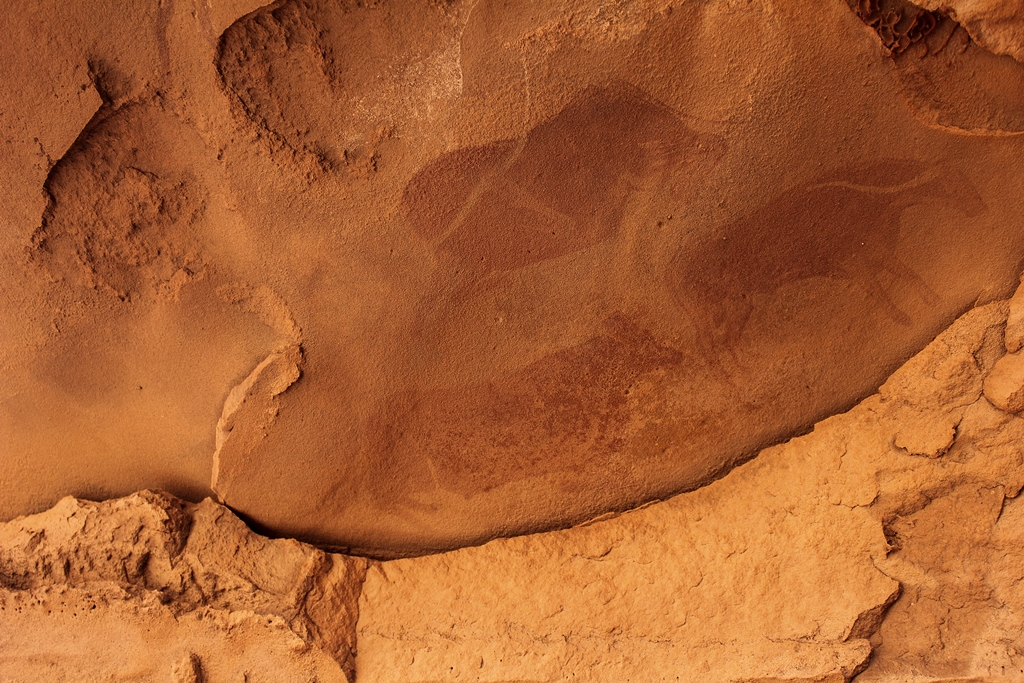
Fauna salvaje
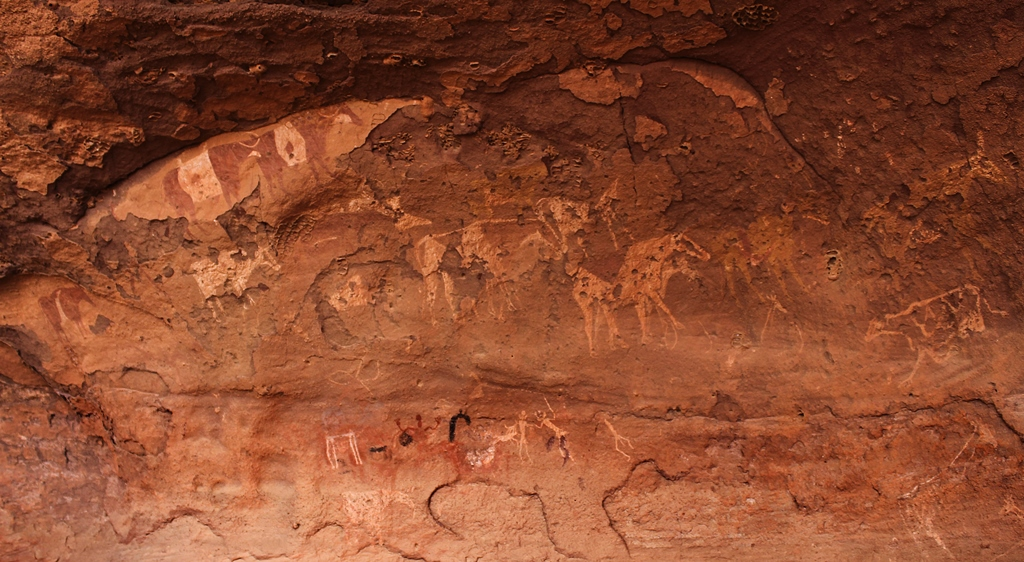
Bovinos y escenas pastoriles
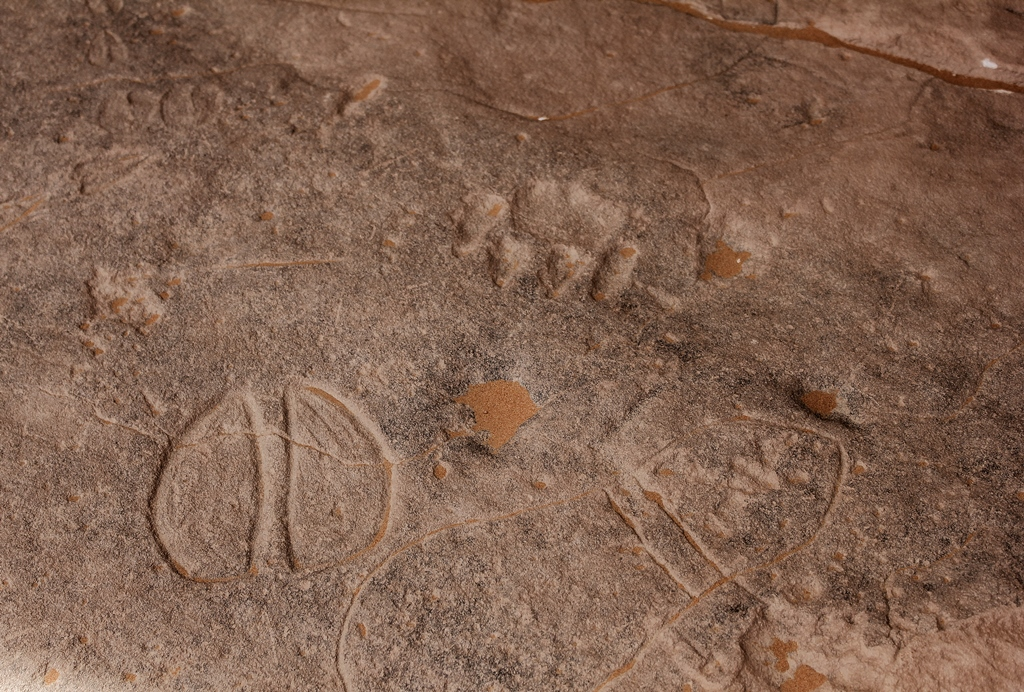
Impresiones de animales
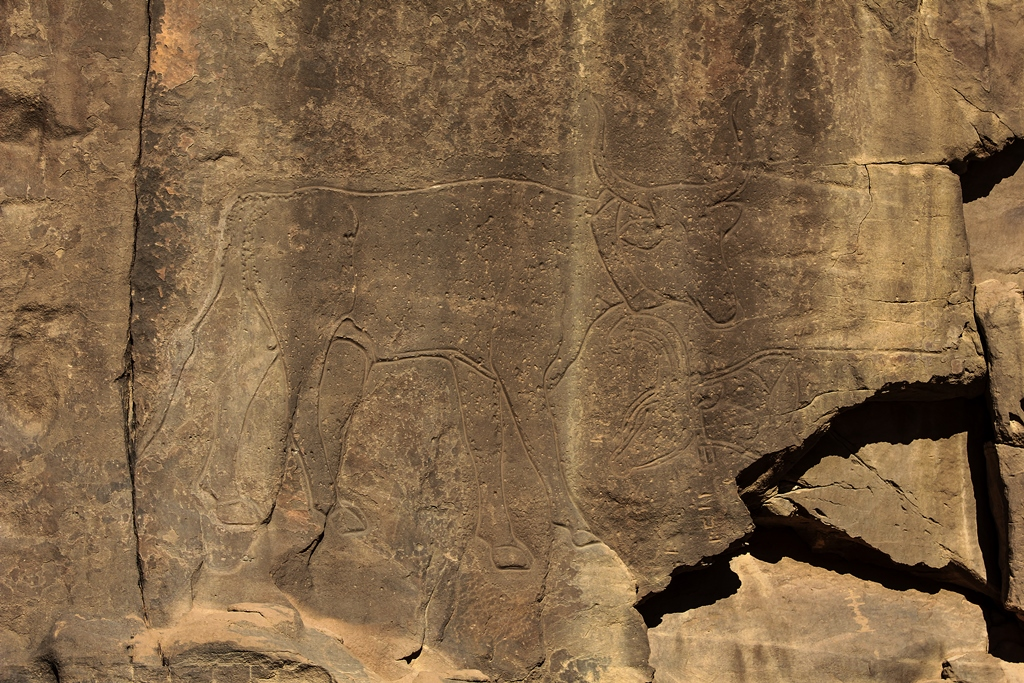
Vacas

## Referencias

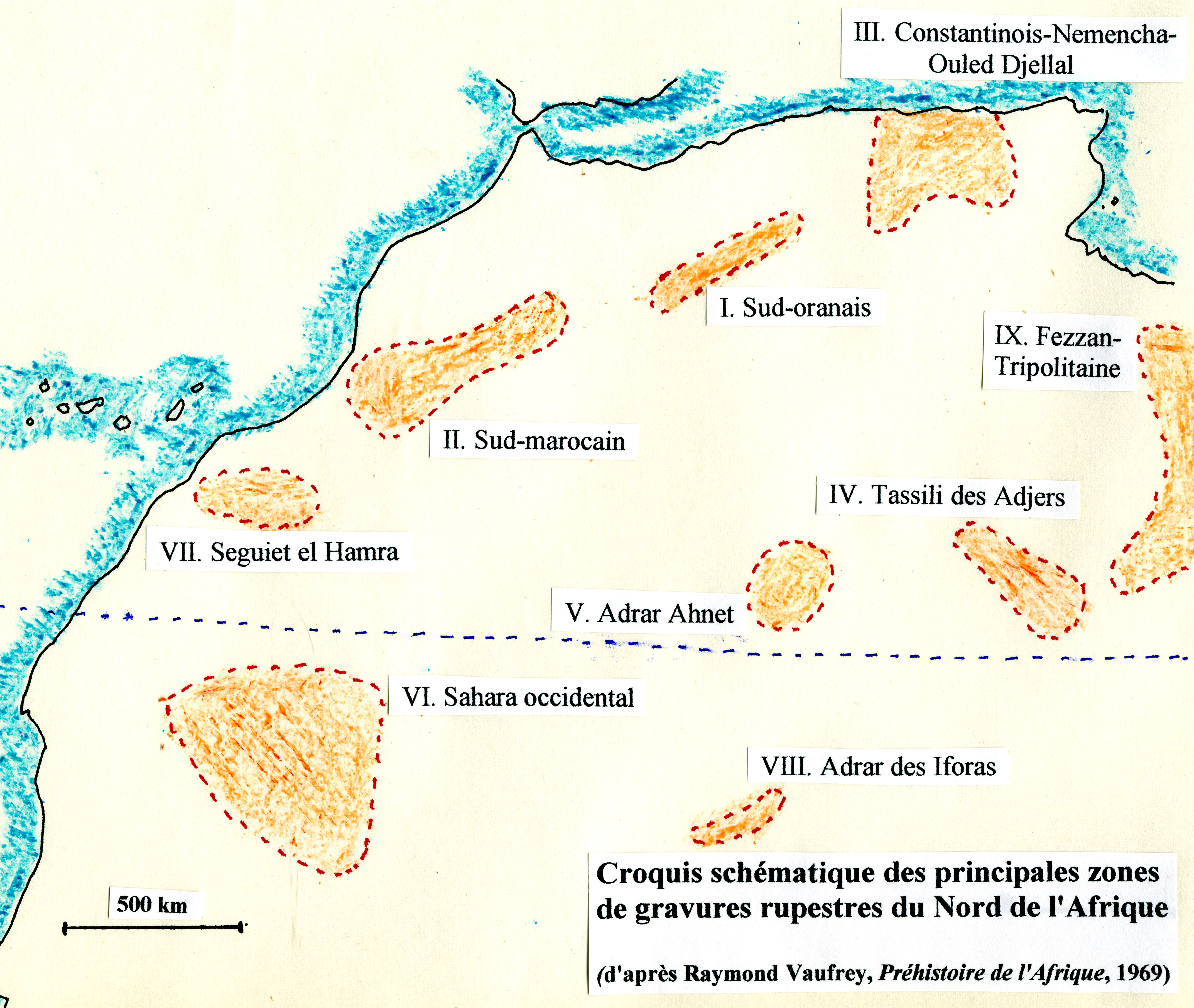
Principales zonas de grabados rupestres del Norte de África.